# Dzeta
Dzeta (stgr. ζῆτα, Ζ ζ) – szósta litera alfabetu greckiego. W greckim systemie liczbowym oznacza liczbę 7. Dzeta pochodzi od litery alfabetu fenickiego zajin (𐤆). Od zety pochodzą łacińskie Z i cyrylickie З.
Dzeta reprezentuje w języku nowogreckim spółgłoskę szczelinową dziąsłową dźwięczną /z/, w grece klasycznej oznaczała afrykatę /ʣ/ lub zbitkę /zd/.
Nazwa zety, w przeciwieństwie do innych liter greckich, nie jest podobna do nazwy litery zajin, od której pochodzi dzeta. Beta, eta i theta mają podobne nazwy do liter fenickich.
- bet → [Ββ] beta
- het → [Ηη] eta
- tet → [Θθ] theta

## Użycie jako symbolu

### Ζ
Majuskuła zety nie jest używana jako symbol, gdyż wygląda tak samo jak litera łacińska Z.

### ζ
- w matematyce – funkcja dzeta Riemanna zdefiniowana przez:

{\displaystyle \zeta (\alpha )=\sum _{n=1}^{\infty }{\frac {1}{n^{\alpha }}}}
- w fizyce i automatyce – współczynnik tłumienia
- w chemii koloidów – potencjał dzeta (potencjał elektrokinetyczny)

## Kodowanie
W Unicode litera jest zakodowana:
| Znak | Unicode | Kod HTML                       | Nazwa unikodowa           | Nazwa polska               |
| ---- | ------- | ------------------------------ | ------------------------- | -------------------------- |
| Ζ    | U+0396  | &Zeta; lub &#x0396; lub &#918; | GREEK CAPITAL LETTER ZETA | wielka litera grecka dzeta |
| ζ    | U+03B6  | &zeta; lub &#x03B6; lub &#950; | GREEK SMALL LETTER ZETA   | mała litera grecka dzeta   |

W LaTeX-u używa się znacznika:
| Znak                         | LaTeX |
| ---------------------------- | ----- |
| {\displaystyle \mathrm {Z} } | \Zeta |
| {\displaystyle \zeta }       | \zeta |